# لاکی (در انتظار گودو)

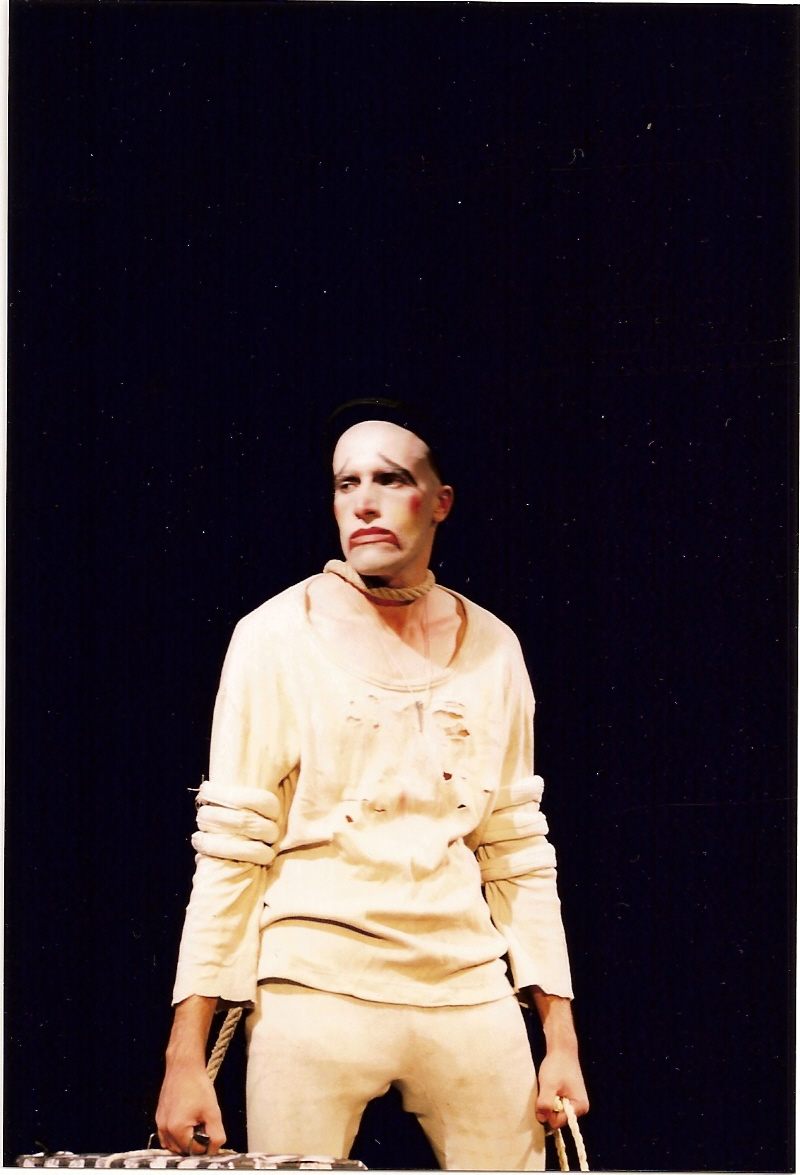
مهدی باجستانی، در نقش لاکی، (از اثری از تئاتر نقشینه).

لاکی کاراکتری است که ساموئل بکت آن را در نمایشنامه در انتظار گودو خلق کرده‌است. او برده شخصیت پوتزو است
معنی لاکی یعنی خوش شانس - نیک‌اقبال - کامروا، که دقیقاً با چیزی که در نمایش دیده می‌شود از نظر ظاهری پارادوکس است
لاکی در نمایش منحصر به فرد است و اغلب شخصیت‌ها مدام در مورد لاکی صحبت می‌کنند اتفاقی که پوتزو دوست دارد در موردش رقم بخورد؛ او فقط دو جمله می‌گوید که یکی از آنها بیش از هفتصد کلمه است. لاکی از دست پوتزو با میل و بدون تردید رنج می‌برد او در پرده اول طناب بلندی به گردنش گره خرده است و سر آن به دست پوتزو است وارد صحنه می‌شود، اما در پرده دوم طناب کوتاه و مشابه پرده اول رخ می‌دهد. زمانی که پوتزو کاریش ندارد معمولاً در یک نقطه می‌ایستد یا اگر به اندازه کافی آنجا بایستد، می‌خوابد. وسایلی را از اول تا آخر نمایش در دستش دارد شامل یه سبد پیک نیک، یه کت و یه چمدون پر از شن و ماسه و چهارپایه ایی پوتزو روی آن می‌نشیند.

## تفسیر
جای لاکی در انتظار گودو به شدت مورد بحث قرار گرفته حتی اسمش هم یه جورایی گیج کننده است برخی او را «خوش شانس» خوانده‌اند، چون او «در متن نمایش خوش شانس است.» او برای پر کردن وقت خود نیازی به جستجوی چیزهایی ندارد که سرگرمی اصلی شخصیت‌های دیگر است. پوتزو بهش میگه چیکار کنه، اون این کار رو میکنه، و بنابراین خوش شانسه، چون اقداماتش کاملاً مشخص شده‌است. با این وجود بکت تأکید کرد که لاکی (خوش شانس) است؛ زیرا «هیچ توقعی» ندارد.
لاکی بسیار شبیه فردیست که به صلیب کشیده‌است، دانایی که نادانان او را برای حفط منافع خود به صلیب کشیدند تا فکر و روشنفکری اش موجب روشن شدن افکار خاموش دیگران نشود که در پرده دوم با وجود اعلام لال بودن لاکی راهنمای پوتزو کور می‌شود، پوتزو که در زمان رسیدن به انتها دست به دامان وی شده‌است اما تا پرده اول به او دستور اکید می‌داد.

## لاکی و ولادیمیر
لاکی اغلب با ولادیمیر مقایسه می‌شود (درست مانند پوتزو که با استرگون مقایسه می‌شود) به عنوان یک فرد روشنفکر با خصوصیت افراد نیم کره چپ (یعنی او نماینده بخشی از یک شخصیت بزرگ و کامل است که نیمه دیگر اش توسط پوتزو نشان داده می‌شود). می شه گفت پوتزو و لاکی نوع افراطی و شدید از روابط بین استرگون و ولادیمیر هستند (بدبختی و عمل بی‌فکر و هوش بالای بلا استفاده گریبان لاکی را گرفته‌است) لاکی مثل ولادیمیر بسیار فلسفه می‌داند و عامل بقا پوتزو، به خصوص در پرده دومی که لاکی لال است و پوتزو در سوگ این قضیه نمی‌دانند چه کند، با وجود اینکه خود پوتزو لاکی را به سوی سکوت وامی‌داشت.
توجه ولادیمیر و استرگون به لاکی برگرفته از فلسفه واقعیت و حقیقت است و گرایش ولادیمیر به لاکی در شاخه هستی‌شناسی قرار می‌گیرد (تو مو می‌بینی و من پیچش مو)
در پرده دوم ولادیمیر یک بار ادای لاکی را درمی‌آورد

## مونولوگ
لاکی به دلیل مونولوگ معروفش در پرده اول مشهور است زمانی که پوتزو برای خود نمایی تمایل به فکر کردن لاکی دارد مونولوگ شروع می‌شود. زمانی که کلاه را از سرش برمی‌دارند با صدای بلند فکر می‌کند که موجب رنجش پوتزو می‌شود، مونولوگی که گویی بی‌انتها است؛ زمانی که ولادیمیر با تقلا کلاه را دوباره روی سر لاکی می‌گذارد مونولوگ متوقف می‌شود
در مونولوگ لاکی در مورد بی‌نام و نشان بودن انسان‌هایی که بدون دخل از حفره ایی بیرون می‌آیند و بدون خواستن درون حفره ایی چالشان می‌کنند و مغزهایی که در نهایت خوراک کرم‌ها می‌شود، در مورد ماهیت خودسرانهٔ و گرفتار خدا اظهار نظر می‌کنند که برای خود در زمین جانشین قرار داده‌است و هر کسی در موردش نظری دهد بی‌دلیل سنگی رویش قرار می‌دهند و نام نشانی ازش باقی نمی‌گذارند، تمایل انسان‌ها به بازی خوردن و سوءاستفاده شدن و گرفتار در چرخه ایی از طبیعت که از کهکشان گرفته تا فصل‌ها و روز شب که به دور محور دایره ایی می‌چرخند و تکرار مکررات صورت می‌گیرد، از وضعیت رو به زوال جهان هستی صحبت می‌کند. به نظر میاد که گفته‌های لاکی پیرامون فلسفه جرج بارکلی ایرلندی باشد
فلسفهٔ بارکلی رامی توان به‌طور خلاصه چنین گفت «روح نامتناهی و ناکرانمندی وجود دارد که همان خداست؛ روحهای متناهی و کرانمندی هم وجود دارند که ما باشیم. خدا ما را آفریده و از طریق جهان خودش با ما در ارتباط است. خداست که همهٔ تجربه‌هایی را که برای ما حاصل می‌شود به ما می‌دهد. بنابر این، آنچه ما اسمش را جهان گذاشته‌ایم، در حقیقت به منزلهٔ زبان خداست، و نظمهای قابل فهم در جهان – یعنی قوانین علمی و معادلات ریاضی که با تجارب ما عجین شده – به مثابهٔ قواعد صرف ونحو آن زبان است، یعنی ساخت سخنانی که خدا خطاب به اذهان انسانی ما می‌گوید

## لینک‌ها و منابع
ترجمه و تفسیر متن و کتاب اصلی: علیرضا حاجی بابایی
- منبع تفسیرهای مختلف پوتزو و لاکی